# Santa Lucía La Reforma
Santa Lucía La Reforma är en kommunhuvudort i Guatemala.   Den ligger i departementet Departamento de Totonicapán, i den västra delen av landet, 90 km nordväst om huvudstaden Guatemala City. Santa Lucía La Reforma ligger 1 895 meter över havet och antalet invånare är 1 406.
Terrängen runt Santa Lucía La Reforma är lite kuperad, och sluttar västerut. Runt Santa Lucía La Reforma är det tätbefolkat, med 369 invånare per kvadratkilometer. Närmaste större samhälle är Santa Cruz del Quiché, 14,3 km sydost om Santa Lucía La Reforma. I omgivningarna runt Santa Lucía La Reforma växer huvudsakligen savannskog.